# 七指报春
七指报春（学名：Primula septemloba）是报春花科报春花属的植物，为中国的特有植物。分布于中国大陆的四川、云南等地，生长于海拔2,400米至4,000米的地区，多生在林下以及溪边，目前尚未由人工引种栽培。

## 别名
七裂报春（拉汉种子植物名称）

## 变种
- Primula septemloba Franch. var. minor Ward